# Fábio Tavares
Fábio André Tavares Desidério (Matosinhos, 22 de enero de 2001) es un futbolista portugués que juega de delantero y milita en el Burton Albion F. C. de la League One de Inglaterra.

## Trayectoria
Pese a que nació en Portugal, Tavares realizó toda su carrera en Inglaterra, jugando por clubes del ascenso de ese país.

## Clubes
| Club                         | País       | Año       |
| ---------------------------- | ---------- | --------- |
| Rochdale A. F. C.            | Inglaterra | 2016-2021 |
| Curzon Ashton F. C. (cedido) | Inglaterra | 2020      |
| Coventry City F. C.          | Inglaterra | 2021-2025 |
| Burton Albion F. C. (cedido) | Inglaterra | 2025      |
| Burton Albion F. C.          | Inglaterra | 2025-     |